# Smart 1
Правильна назва цієї сторінки — Smart #1, але її не можна використовувати через технічні обмеження.
Smart #1 (китайська: Smart 精灵#1; піньїнь: Smart Jīnglíng #1) — електричний міський позашляховик, що випускається німецьким автовиробником Smart з 2022 року.

## Опис

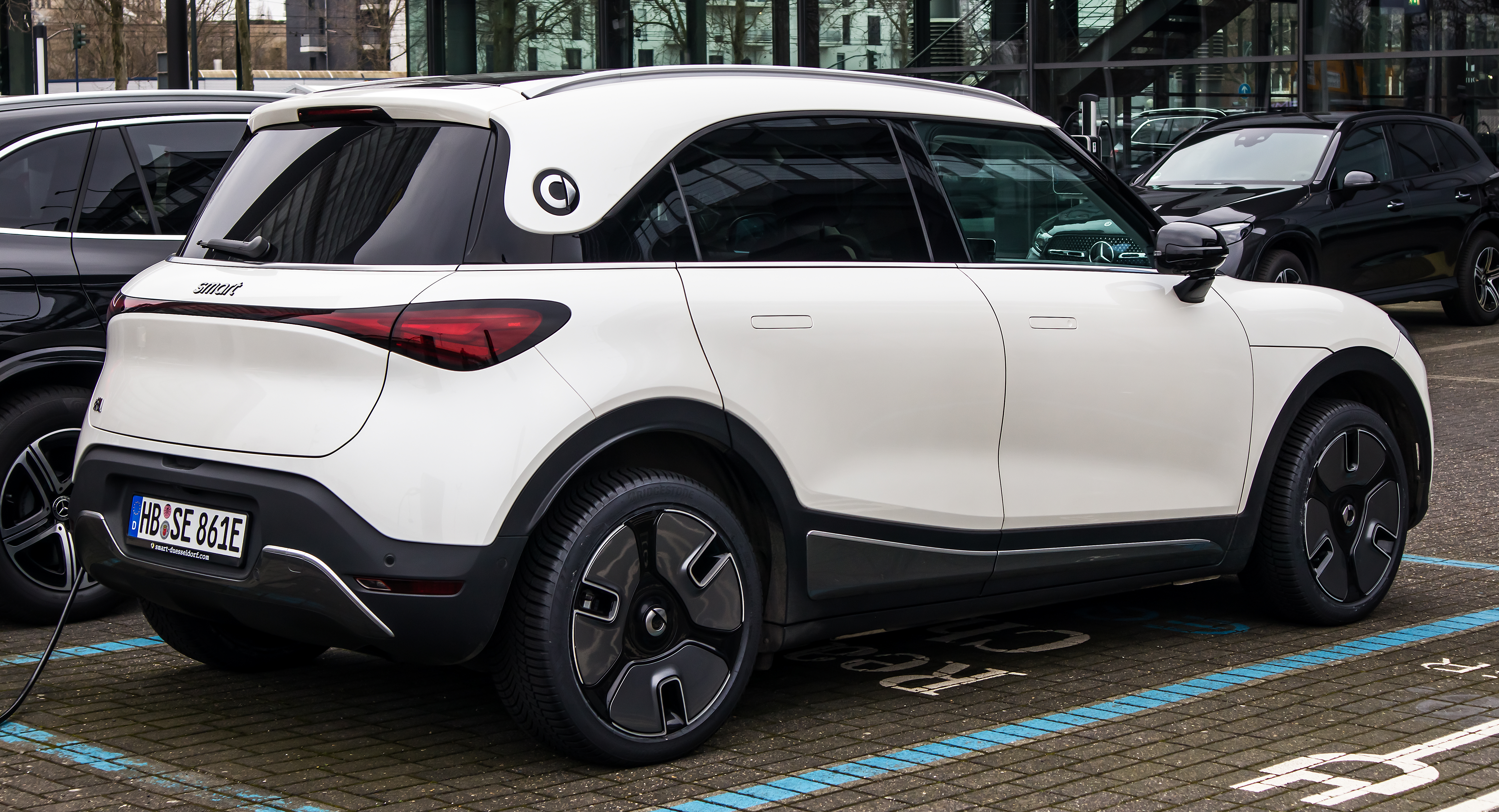
Smart #1

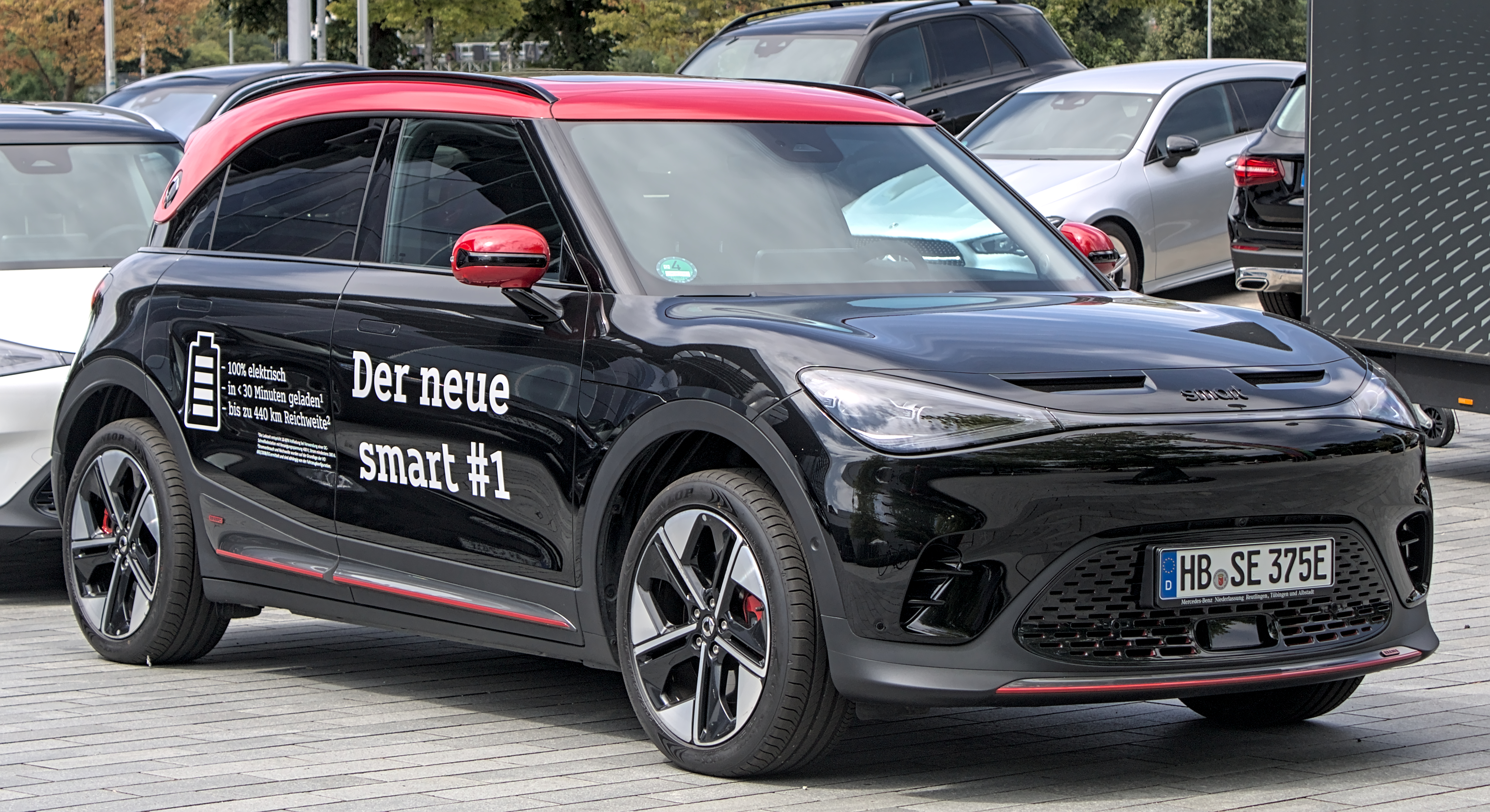
Smart ♯1 Brabus

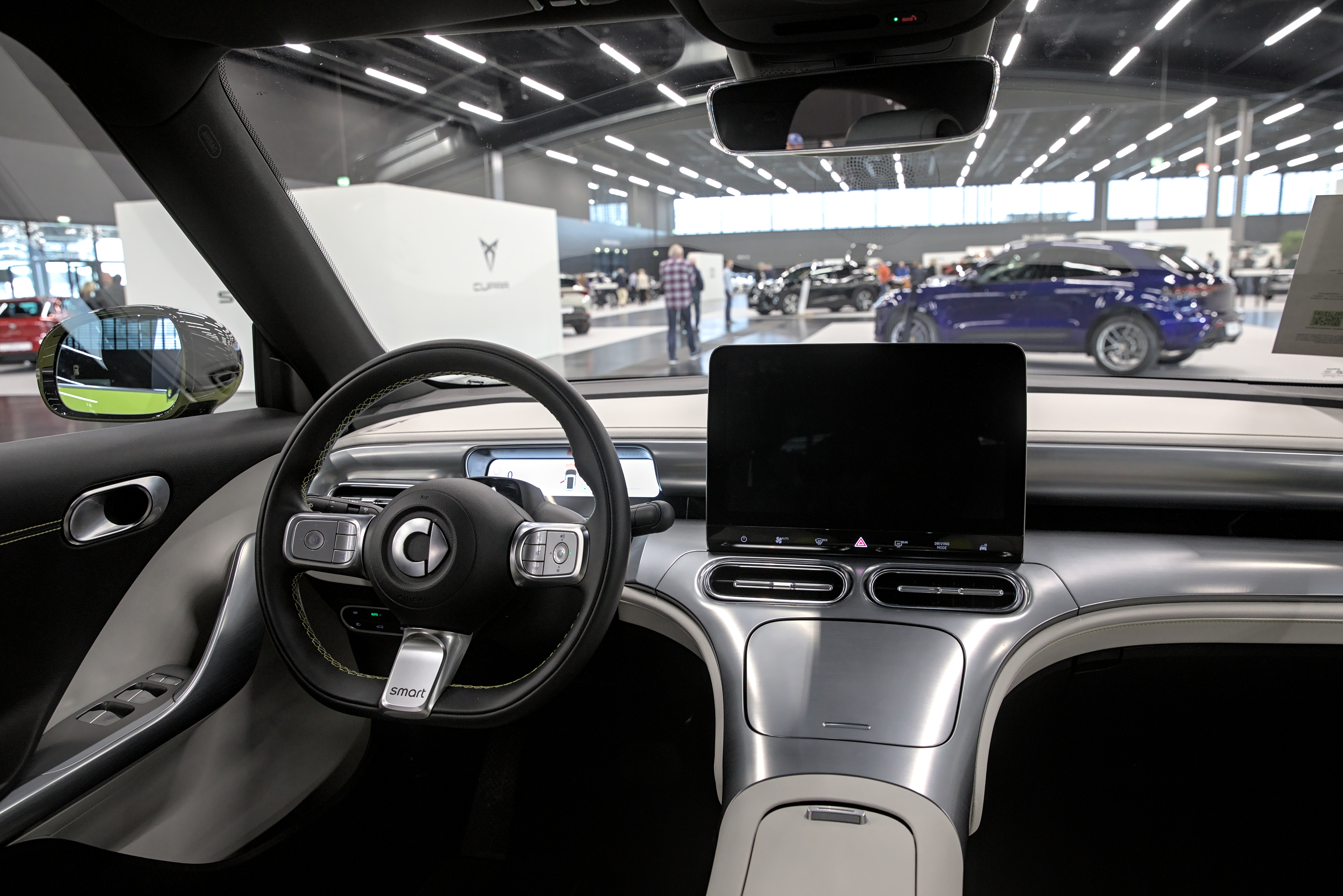

Це перший Smart, вироблений у Китаї: він виробляється виключно новим спільним підприємством Smart Automobile Co Ltd. між німецьким виробником Mercedes-Benz і китайською Geely.
Серійну версію було представлено 7 квітня 2022 року. Вона була розроблена під кодовою назвою HX11, Mercedes-Benz забезпечила дизайн, а Geely займалася розробкою та виробництвом. Автомобіль збудовано на платформі SEA2.
Ціни для європейського ринку були оголошені у вересні 2022 року.

## Двигуни
- 1 електродвигун 272 к.с.
- 2 електродвигуни 428 к.с. (Brabus)